# Ziziphus undulata
Ziziphus undulata är en brakvedsväxtart som beskrevs av Reiss.. Ziziphus undulata ingår i släktet Ziziphus och familjen brakvedsväxter. Inga underarter finns listade i Catalogue of Life.